# Chaos (mytologie)

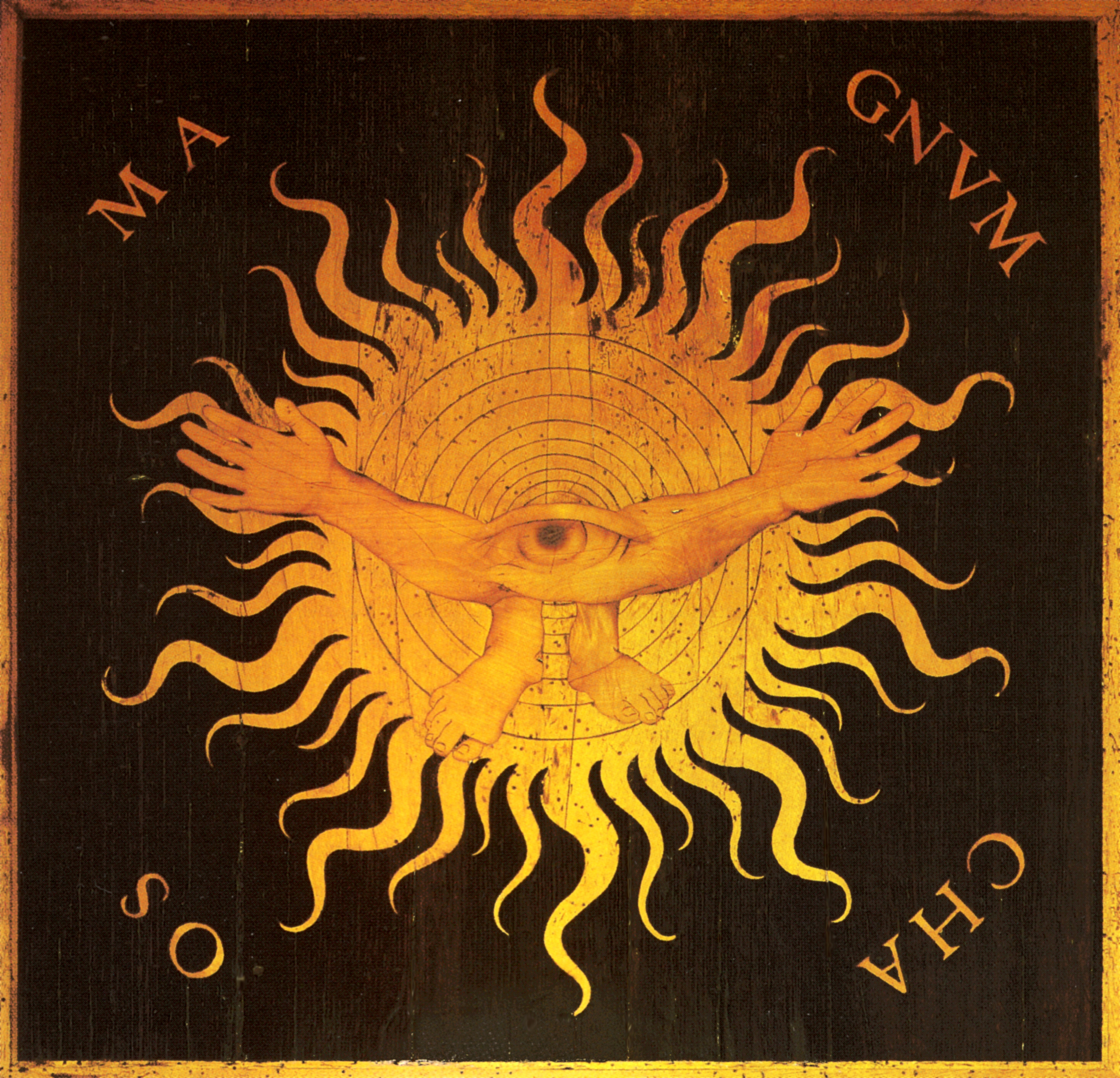
Intarzie zpodobňující chaos magnum – „velikou propast“ (Lukáš 16, 26), Giovan Francesco Capoferri podle návrhu Lorenza Lotta, Santa Maria Maggiore, Bergamo, cca 1524

Chaos (starořecky Χαος, též Chaeos Χαεος) je v řecké mytologii prvotní stav před stvořením světa, někdy označovaný jako nejstarší z prvotních božstev, často ztotožňovaný s propastí, prázdnotou, vzduchem či povětřím, někdy s temnotou a tím pádem s Erebem.
Hésiodos o něm píše:
Tak tedy nejdříve vznikl Chaos, ale pak Země
širokoprsá, to na věky pro všecky bezpečné sídlo,
pro nesmrtelné, jimž temeno sněžného Olympu patří,
spolu s mrákotným Tartarem v útrobách široké země –
a s ní Erós, jenž z věčných bohů je nejspanilejší,
údy oprošťuje a veškerých bohů i lidí
mysl v prsou si podmaňuje i rozšafný rozum.
Z Chaosu černá Noc (Nyx) a Erebos počátek vzali;
z Noci se zase narodil Aithér a Den (Hémerá), který v lásce
z objetí Erebu počala matka a přivedla na svět.

Hésiodos, Zrození bohů, 
Ovidius ve svých Proměnách o něm píše:
Než bylo moře a země a nebe, jež nad vším se klene,
příroda na celém světě jen jedinou podobu měla,
jejíž jméno byl chaos: změť surová, bez ladu a skladu
nic než beztvará hmota, shluk zárodků v hromadě jedné
nestejnorodých to prvků, jež k sobě náhodou lnuly.

Ovidius, Proměny, kapitola I., 
Podle Aristofanovy komedie Ptáci existoval na počátku Chaos společně s Nyktou, Erebem a Tartarem. Z vejce sneseného Nyktou se poté zrodil Erós a ten společně s Chaosem zplodil ptáky. Podle různých orfických zdrojů existoval na počátku Chronos – Čas, který sám či společně s Ananké – Nutností, zplodil Aithér – horní povětří a Chaos – dolní povětří, případně i Erebos – temnotu. Quintus ze Smyrny označuje za Chaosovy dcery bohyně osudu Moiry. Básník Alkmán ztotožňuje Chaos se záhadným božstvem jménem Poros.

## Populární kultura
Na Chaos z řecké mytologie volně navazují výskyty Chaosu (nebo Chaose) v populární kultuře:
- V sérii Amber existují jen dvě skutečná místa (světy) – Amber a Dvory Chaosu. Všechny ostatní světy, včetně naší země, jsou jen stíny vytvářené napětím mezi nimi, mezi Řádem a Chaosem. Chaos je zde původní, Amber byl vytvořen později a vládci Chaosu z toho stále nejsou nadšení…
- V sérii Zeměplocha je Chaos pátým jezdcem apokalypsy, ostatní jsou Smrť, Válka, Nákaza a Hlad.
- V světech Warhammer a Warhammer 40,000 jsou jako Chaos označovány zlovovolné bytosti obývající úroveň existence odlišnou od fyzického světa. Nejmocnější z těchto bytostí jsou známy jako bohové Chaosu: Khorne, bůh války, Nurgle, bůh chorob, Tzeentch změny a Slaanesh, bůh požitků.